# 20 d'agost
El 20 d'agost és el dos-cents trenta-dosè dia de l'any del calendari gregorià i el dos-cents trenta-tresè en els anys de traspàs. Queden 133 dies per finalitzar l'any.

## Esdeveniments
Països Catalans

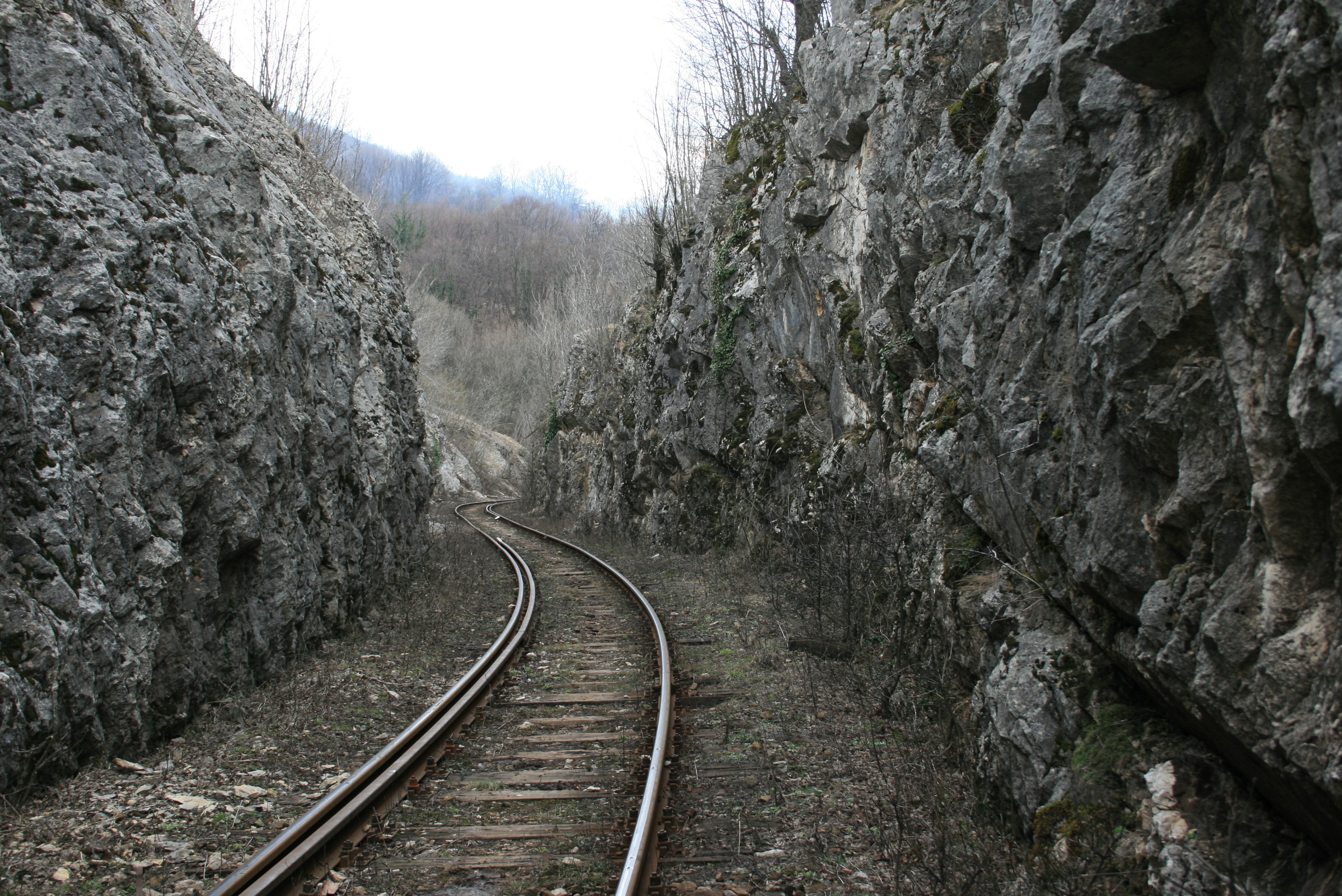
Ferrocarril d'Oravița a Baziaș.

- 1868 - València: s'inaugura el Trinquet de Pelayo, la Catedral de l'Escala i corda, al costat de l'Estació del Nord.

Resta del món
- 1560 - La Reina Caterina de Mèdici exerceix de mitjancera entre catòlics i protestants.
- 1710 – Té lloc la batalla de Monte de Torrero. L'endemà, l'arxiduc Carles entra a Saragossa.
- 1770 - Königsberg: Immanuel Kant és nomenat professor de lògica i metafísica a la universitat.
- 1820 - Valparaíso: Salpa l'expedició que condueix l'exèrcit alliberador del Perú.
- 1854 - Romania: S'inaugura la primera línia de ferrocarril del territori de l'actual Romania. Recorria 62,5 km entre Oravița, a Transsilvània, i Baziaș, un port del riu Danubi.
- 1866 - Estats Units: el president Andrew Johnson declara formalment la fi de la Guerra Civil Americana.[cal citació]
- 1882 – Estrena de l'Obertura 1812 de Piotr Ilitx Txaikovski a la Catedral de Crist Salvador, a Moscou.
- 1914 - Ocupació de Brussel·les (Bèlgica) per les tropes alemanyes a la Primera Guerra Mundial.
- 1940 – Lev Trotski, revolucionari rus exiliat, és malferit a Mèxic per Ramon Mercader. Va morir l'endemà.
- 1960 - El Senegal va proclamar la independència i es va retirar de la federació de Mali.
- 1968 – Entrada dels tancs soviètics a Praga. Acaba la primavera de Praga.[1]
- 1991 – Estònia s'independitza de la Unió Soviètica, durant el Cop d'agost.
- 2008 – Accident del vol 5022 de Spanair en l'Aeroport de Madrid-Barajas.

## Naixements
Països Catalans
- 1785 - Castellterçol, Moianès: Josep Gallés i Salabert, organista i compositor català (m. 1836).
- 1836 - Oriola, el Baix Segura: Trinitario Ruiz Capdepón, polític i advocat valencià.
- 1843 - El Vendrell, Baix Penedès: Josep Nin i Tudó, pintor català (m. 1908).
- 1882 - Alacant: Bernat Lassaleta i Perrín, enginyer industrial i professor de diverses disciplines (m. 1948).
- 1883 - València: Miquel Duran de València, escriptor i activista cultural valencià (m. 1947).
- 1884 - Barcelona: Teresa Lostau i Espinet, pintora i ceramista catalana (m. 1923).[2]
- 1890 - Barcelona: Daniel Cardona i Civit, polític independentista català (m. 1943).
- 1913 - Tarragona: Josep Maria Tarrasa i Alvira, locutor de ràdio català (m. 1996).
- 1941 - l'Hospitalet de Llobregat: Mercè Olivares Soler, líder veïnal de Collblanc-La Torrassa durant la dictadura franquista i la transició.[3]
- 1951 - València: Francisco Javier Delicado Martínez, historiador, crític d'art i assagista valencià.
- 1931 - Barcelona: Maria Rosa Alonso i Solanes, compositora de sardanes i directora de l'Esbart Català de Dansaires (m. 2014).[4]
- 1966 - El Pilar de la Foradada, el Baix Segura: Miguel Albaladejo, director de cinema valencià
- 1968 - Barcelona: Núria Olivé i Vancells, jugadora d'hoquei sobre herba, guanyadora de l'or olímpic als Jocs de Barcelona 92.[5]

Resta del món
- 1649, Roma: Teresa del Po, pintora, gravadora, miniaturista italiana del Barroc (m. 1713).[6]
- 1786 - Florència: Luigi Picchianti, guitarrista i compositor del Romanticisme
- 1821 -Gijón: Robustiana Armiño, poeta espanyola (m. 1890).[7]
- 1833 - North Bend, Ohio, EUA: Benjamin Harrison, 23è president dels Estats Units (m. 1901).[8]
- 1843 - Sjöabol, prop de Växjö: Christina Nilsson, cantant d'òpera sueca (m. 1921).[9]
- 1846 - Como, Llombardia, Itàlia: Carolina Ferni, violinista i soprano italiana (m. 1926).[10]
- 1860 - Bar-le-Duc, Lorena, França: Raymond Poincaré, polític francés, primer ministre de França cinc cops i President de la República francesa de 1913 a 1920 (m. 1934).[1]
- 1876 - Northumberland (Anglaterra) Marie Lebour, biòloga marina i il·lustradora científica britànica (m. 1971).[11]
- 1890 - Providence, Rhode Island, EUA: Howard Phillips Lovecraft, novel·lista de terror còsmic
- 1901 - Modica, Sicília, Regne d'Itàlia: Salvatore Quasimodo, poeta i periodista, Premi Nobel de Literatura de l'any 1959 (m. 1968).[12]
- 1911 - New Bedford, Massachusetts: Isabel Morgan, viróloga nord-americana; creà una vacuna contra la poliomielitis (m. 1996).[13]
- 1913 - Hartford, Connecticut, EUA: Roger Wolcott Sperry, psicòleg i neurobiòleg nord-americà, Premi Nobel de Medicina o Fisiologia de l'any 1981 (m. 1994).[14]
- 1920 - Bucarest: Zoe Dumitrescu Buşulenga, crítica literària i assagista romanesa (m. 2006).[15]
- 1921 - Bradford, Vermont: Ursula Marvin, geòloga planetària estatunidenca que estudià meteorits i mostres lunars (m. 2018).[16]
- 1936:
  - Tòquio, Japó: Hideki Shirakawa, químic japonès, Premi Nobel de Química de l'any 2000.[17]
  - Milà, Itàlia: Carla Fracci, ballarina i actriu italiana (m. 2021).
- 1941 - Požarevac, Sèrbia: Slobodan Milošević, polític serbi, president de Sèrbia.[1]
- 1942 - Covington, Tennessee (EUA): Isaac Hayes, compositor, cantant, actor i productor estatunidenc (m. 2008).[18]
- 1944 - Bombai (Índia): Rajiv Gandhi, polític indi, sisè Primer ministre de l'Índia (m. 1991).[19]
- 1948 - West Bromwich (Anglaterra): Robert Plant, cantant anglès de rock, famós per ser el vocalista de Led Zeppelin.[cal citació]
- 1956 - Rochelle, Illinois, EUA: Joan Allen, actriu estatunidenca.
- 1970 - Roma: Michela Marzano, filòsofa francoitaliana contemporània.[20]
- 1974 - Aviano, Itàlia: Amy Adams, actriu de cinema estatunidenca.
- 1975 - Galapagar, Madrid, Espanya: José Tomás Román Martín, conegut com a José Tomás, és un torero espanyol.
- 1979 - Rochford, Essex, Regne Unit: Jamie Cullum, cantant i pianista britànic.
- 1985 - Madrid, Espanya: Álvaro Negredo Sánchez és un futbolista professional.
- 1992 - Dallas, Texas, Estats Units: Demetria Devonne «Demi» Lovato, és una actriu i cantant estatunidenca.[21]

## Necrològiques
Països Catalans
- 1616 - Barcelona: Ramon d'Olmera i d'Alemany, Comanador de Vilafranca del Penedès, 84è President de la Generalitat de Catalunya.
- 1874 - Barcelona: Timoteu Capella i Sabadell, comerciant i navilier català (n. 1827).
- 1969 - Barcelona: Teresa Bartomeu Granell, esquiadora catalana pionera (n. 1889).[22]
- 1975 - Figueres, Alt Empordà: Francesc Basil i Oliveras, compositor de sardanes (n. 1905).
- 1998 - Palma: Andreu Vidal Sastre, poeta mallorquí en llengua catalana, dissenyador gràfic, fotògraf i delineant de professió (n. 1959)
- 2015 - Jesús, Eivissa: María de los Llanos Lozano Guevara, filòsofa i professora eivissenca (n. 1926).[23]
- 2022 - Barcelona: Josep Espar i Ticó, empresari, polític i activista cultural català (n. 1927).

Resta del món
- 1153 - Abadia de Claravall: Bernat de Claravall, monjo i reformador francès, principal difusor de l'orde monàstic cistercenc, per la qual cosa se'n considera cofundador.
- 1603 - Fes: Àhmad al-Mansur fou el sisè sobirà de la dinastia sadita. Era fill del sultà Mahàmmad (I) aix-Xaykh.
- 1799 - Nàpols: Eleonora Fonseca Pimentel, poetessa, activista, periodista i revolucionària en la República Partenopea (n. 1752).[24]
- 1823 - Leipzig (Alemanya): Friedrich Arnold Brockhaus, editor alemany (n. 1772).
- 1914 - 
  - Papa Pius X.
  - Hèlsinki (Finlàndia): Amélie Helga Lundahl, pintora finlandesa (n. 1850).[25]
- 1915 - Hamburg, Alemanya: Paul Ehrlich, bacteriòleg alemany, Premi Nobel de Medicina o Fisiologia de 1908 (n. 1854).[26]
- 1917 - Starnberg (Imperi austrohongarès): Adolf von Baeyer, físic i químic alemany, Premi Nobel de Química de 1905 (n. 1835).[27]
- 1925 - Canton (Xina):: Liao Zhongkai (xinès simplificat: 廖仲恺)) polític i financer xinès. Va ser un dels fundadors del la Tongmenghui i líder destacat del Guomintang (n.1877).[28]
- 1929 - Milà: Jeanne Immink, alpinista holandesa pionera a les Dolomites (n. 1853).[29]
- 1945 - Torsnesː Katti Anker Møller, feminista noruega, defensora dels drets de la infància i dels drets reproductius (n. 1868).[30]
- 1961 - Randolph, Nou Hampshire (EUA): Percy Williams Bridgman, físic nord-americà, Premi Nobel de Física de 1946 (n. 1881).[31]
- 1980 - Pape'ete, Tahití: Joe Dassin, cantautor d'origen estatunidenc.
- 2014
  - Poona, l'Índia: B. K. S. Iyengar, fundador del ioga Iyengar.
  - Lexington (Kentucky, EUA): Lois Mai Chan, bibliotecària estatunidenca, experta en indexació (n. 1934).
  - Yokohama, Japó: Aiko Miyawaki, escultora japonesa (n. 1929).[32]
- 2015 - 
  - Madrid: Lina Morgan, vedette i actriu espanyola (n. 1937).[33]
  - Praga: Zuzana Brabcová, novel·lista txeca (n. 1959).[34]
- 2016 - Brescia, Itàlia: Daniela Dessì, soprano italiana (n. 1957).
- 2017 - 
  - Madrid, Espanya: Natividad Macho Álvarez, més coneguda pel seu nom artístic, Nati Mistral, fou una actriu i cantant espanyola.[35]
  - Las Vegas, Estats Units: Joseph Levitch, conegut com a Jerry Lewis, fou una icona del gènere còmic i actor estatunidenc.

## Festes i commemoracions
- Festa Major de Castellbisbal.
- Final de la Fira d'Agost de Xàtiva, iniciada el 15 d'agost.

### Santoral[36]

#### Església Catòlica[37]
- Sants al Martirologi romà (2011): Samuel, profeta; Lleonci i Carpòfor d'Aquileia, màrtirs (304); Màxim de Tours, monjo (s. V); Filibert de Jumièges, abat (685); Leovigild i Cristòfor de Còrdova, màrtirs (852); Hadvind de Le Mans, bisbe; Bernat de Claravall, abat (1153); Bernardo Tolomei, monjo i fundador de la Congregació Benedictina de Santa Maria del Monte Oliveto (1348); Maria de Mattias, fundadora (1866).
  - Beats: Louis-François Le Brun, Gervais Brunel, sacerdots màrtirs (1794); Maria Climent i Mateu, màrtir (1936); Maties Cardona, prevere màrtir (1936); Wladyslaw Maczkowski, prevere màrtir (1942); Georg Häfner, prevere màrtir (1942).
- Sants: Amador de Ròcamador, sant llegendari; Auctor de Trèveris, bisbe (450); Oswin de Northúmbria, rei (651); Burcard de Worms, bisbe (1025); Bernat de Candeleda, eremita (ca. 1155).
- Venerables: Ronald d'Orkney, duc (s. XII); Hug de Tennenbach, monjo (1270).
- Servent de Déu: Francesc Llagostera i Bonet, mercedari màrtir (1936).

#### Església Copta
- 14 Mesori: Teòfil d'Alexandria, patriarca.

#### Església Ortodoxa (segons el calendari julià)
- Se celebren els corresponents al 2 de setembre del calendari gregorià.

#### Església Ortodoxa (segons el calendari gregorià)
Corresponen als sants del 7 d'agost del calendari julià.
- Sants: Marí el Soldat i Asteri de Cesarea, màrtirs (260); Narcís de Jerusalem, patriarca; Domeci de Pèrsia, màrtir (363); Potàmia d'Alexandria, verge; Sozó de Nicomèdia; Horus de Tebaida (390); Hiperequi de Paradís; Cal·línic el Vell d'Atos, himnògraf; Mercuri de Smolensk, bisbe (1239); Pimen de les Coves de Kíev, eremita (segle xiii-XIV); Domeci de l'Atos, monjo (s. XVI); Nicanor del Mont Calístrat (1519); Metròfanes de Voronezh, bisbe (1703); Teodora de Sihla (segle xviii); Joan de Valaam el Cec, monjo; Adrià el Vell (1853); Antoni d'Optina (1865); Aleksandr, Piotr, Mihail, Ivan, Dmitri, Alexej, Eliseij, Afanasij, monjos màrtirs (1937); Vassilij, prevere màrtir (1938).

##### Església Ortodoxa de Grècia
- Deu Mil Ascetes de Tebes; Narcís de Jerusalem, màrtir; Teodosi el Jove (862).

#### Esglésies luteranes
- Bernat de Claravall, abat; Samuel, profeta.

#### Esglésies anglicanes
- Bernat de Claravall, abat; William Booth i Catherine Booth, fundadors de l'Exèrcit de Salvació (1912 i 1890).